# Giovanni Battista Riccioli
Giovanni Battista Riccioli (ur. 17 kwietnia 1598 w Ferrarze, zm. 25 czerwca 1671 w Bolonii) – włoski astronom.

## Życiorys
Podobnie jak wielu innych uczonych epoki należał do zgromadzenia jezuitów. Eksperymentował z wahadłami i spadkiem ciał. Jego najważniejszym dziełem jest wydane w Bolonii w 1651 r. Almagestum Novum (Nowy Almagest), które stało się standardowym podręcznikiem astronomii w całej XVII-wiecznej Europie.
Riccioli wprowadził obowiązującą do dziś nomenklaturę lunarną, nadając ciemnym obszarom (tzw. morzom księżycowym) nazwy związane z pogodą, natomiast kraterom przypisywał nazwiska słynnych uczonych, grupując je wg wyznawanych poglądów i okresów działalności. Chociaż oficjalnie nie uznawał heliocentryzmu, jeden z najpiękniejszych kraterów księżycowych nazwał Copernicus.